# Мариинская женская гимназия (Казань)
Каза́нская Марии́нская же́нская гимна́зия — (также просто Мари́инская гимна́зия; в народе — Марии́нка) — первая женская гимназия в Казани, основанная в 1859 году как женское училище первого класса, в 1860 году названное в честь императрицы Марии Александровны, супруги императора Александра II. Статус гимназии приобрела в 1869 году. В отличие от мужских гимназий здесь не изучались классические языки, были существенно сокращены программы по математике и естественным наукам. Окончившие полный восьмилетний курс (седьмой класс — двухгодичный) получали звание домашней учительницы. Закрыта в 1917 году, в здании гимназии с 1918 года располагалась единая трудовая школа, далее — советская общеобразовательная школа, в настоящее время — Лицей им. Н. И. Лобачевского при КФУ.

## История
Женское училище первого класса было открыто в Казани на день тезоименитства императора — 30 августа 1859 года. Открытие училища было следствием большого спроса на среднее образование для женщин в Поволжье, которые не мог удовлетворить Родионовский институт благородных девиц, открытый в Казани в 1841 году. По штату полагалось 150 учениц, в училище принимали девиц всех сословий, однако имелось два ограничения — обучение было платным (25 рублей в год), пансион отсутствовал, то есть ученицы должны были являться жительницами Казани. Подавляющее большинство составили представительницы купеческого сословия, около трети — чиновничьего, каждая сословная группа внесла соответствующие пожертвования в фонд училища. Первоначально училище располагалось в доме Крупенниковой на Воскресенской улице — прямо напротив Казанского университета.
Училище 1-го разряда было шестиклассным, в число обязательных (преподаваемых бесплатно) предметов были: Закон Божий, русский язык, «арифметика и понятия об измерениях», география, история, чистописание и рукоделие. Платными были: немецкий и французский языки, рисование, музыка, пение и танцы. В марте 1860 года училище было принято под покровительство императрицы и получило статус Мариинского. 1 июля 1869 года Мариинское училище было преобразовано в гимназию, в которой было 222 учащихся.
С 1870 года гимназия перешла на семиклассное обучение, число учениц к 1871 году составило 377. Новый председатель попечительского совета Н. Е. Боратынский начал процесс переезда гимназии в более просторной здание, в том же 1871 году был куплен дом Теренина на углу Петропавловской улицы и Петропавловского переулка (ныне угол улиц М. Джалиля и Рахматуллина, № 218). Приобретение обошлось в 11 500 рублей, причём дом был в аварийном состоянии. Ремонт обошёлся ещё в 40 000 рублей, но уже к 1875 году помещений стало не хватать. В 1878 году дом был реконструирован, к нему был пристроен ещё этаж, к 1879 году учениц стало 896. В гимназии обучались представительницы дворянских фамилий Казембек, Загоскиных, Молоствовых, купеческих семей Стахеевых, Свешниковых. В 1895 году гимназию окончила Надежда Сапожникова — будущая казанская художница и преподаватель живописи.
За поведением и нравственностью учениц был строгий надзор: гимназистки носили форменное коричневое платье с передником, им запрещалось носить украшения, часы, модную обувь. Запрещалось также посещение публичных мест, включая лекции, балы и маскарады и даже библиотеки. К 1900 году в гимназию стали принимать дочерей татар мусульманского вероисповедания, причём их освободили от Закона Божьего и изучения церковнославянского языка, и даже приискали муллу для преподавания основ ислама. Это привело к увеличению числа татарок, получающих среднее образование.
Несмотря на строгие правила, гимназистки принимали участие во многих общественных событиях начала XX века. Ученицы Мариинской гимназии входили в «Организацию средних школ» периода революции 1905 года, а во время Первой мировой войны работали в госпиталях, оказывали благотворительную помощь инвалидам. После Октябрьской революции гимназия была упразднена, а в 1918 году на её основе открыта трудовая школа.